# 銀点拟犁头鳐
銀點擬犁頭鰩（學名：Pseudobatos glaucostigma），又稱銀點琵琶鱝，為軟骨魚綱犁頭鰩目犁頭鰩科擬犁頭鰩屬的其中一種，被IUCN列為易危保育類動物，分布於東太平洋墨西哥加利福尼亞灣至厄瓜多海域，深度1至112公尺，體長可達89公分，棲息於沙泥底質海域，為底棲性魚類，肉食性，卵胎生，生活習性不明。